# 徳島県道286号津乃峰筒崎線
徳島県道286号津乃峰筒崎線（とくしまけんどう286ごう つのみねつつさきせん）は、徳島県阿南市を通る一般県道である。

## 概要
阿南市津乃峰町から阿南市内原町に至る。

### 路線データ
- 起点：阿南市津乃峰町（国道55号交点）
- 終点：阿南市内原町（阿南市内原町交差点、国道195号交点）
- 総延長：2.949 km[1]

## 歴史
- 1959年（昭和34年）1月31日 - 徳島県道168号として認定。
- 1972年（昭和47年）3月10日 - 現在の路線番号で再認定。

## 路線状況
JR四国牟岐線の北側に沿う路線。阿南市の東部と中央部を結ぶ役割を担う。総延長は短く、他に県道が接続しない珍しい路線である。
沿道の阿南市内原町東福寺一帯の内原古墳群は、徳島県南部最大の前方後円墳である国高山古墳や、瓦が製造された窯跡や井戸が確認されており、長国（那賀郡の起源）の国造を考証する上で重要な遺跡となっている。

### 重複区間
- 国道55号・国道195号（阿南市津乃峰町）

## 地理

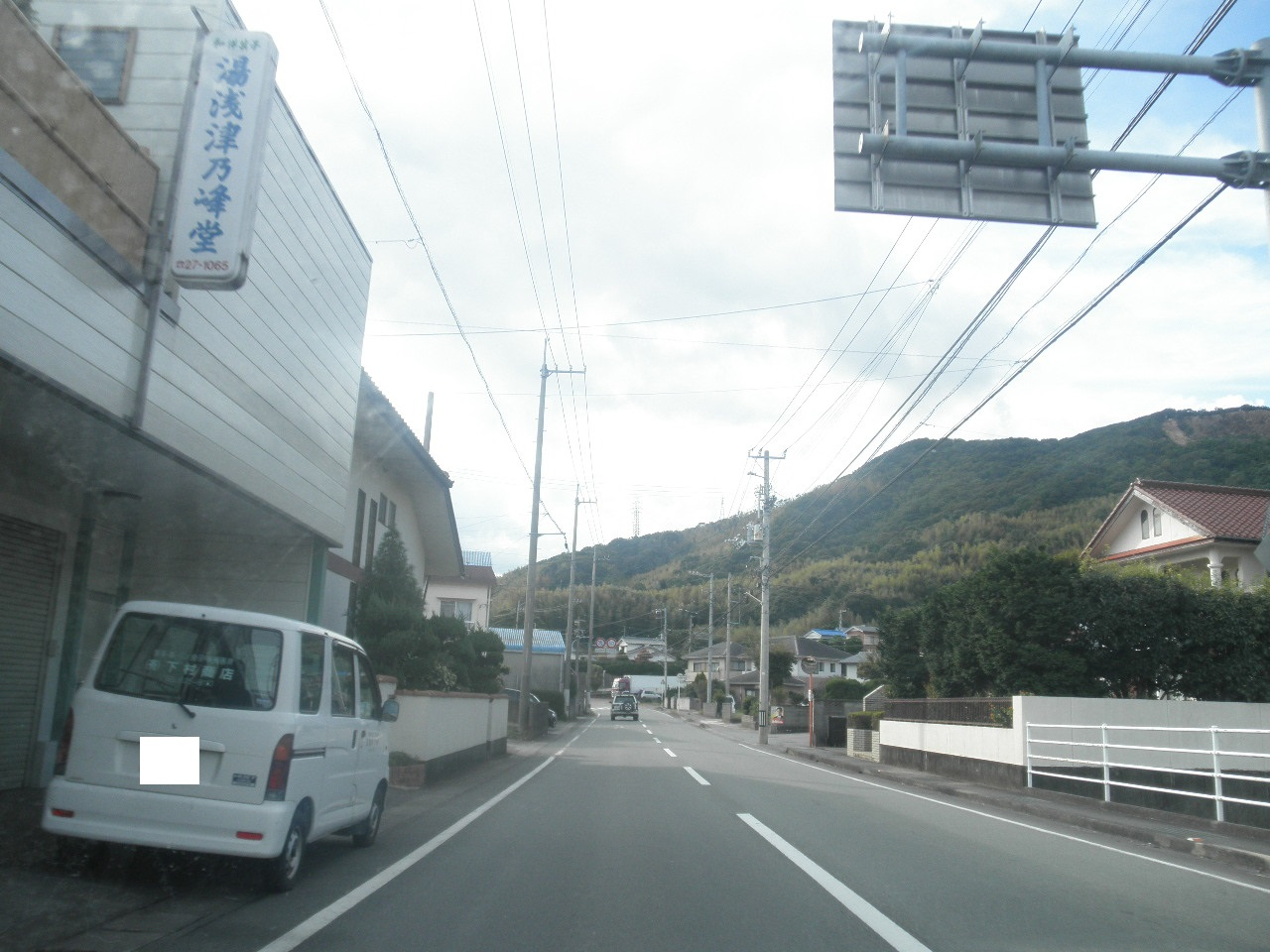
起点付近
阿南市津乃峰町で撮影

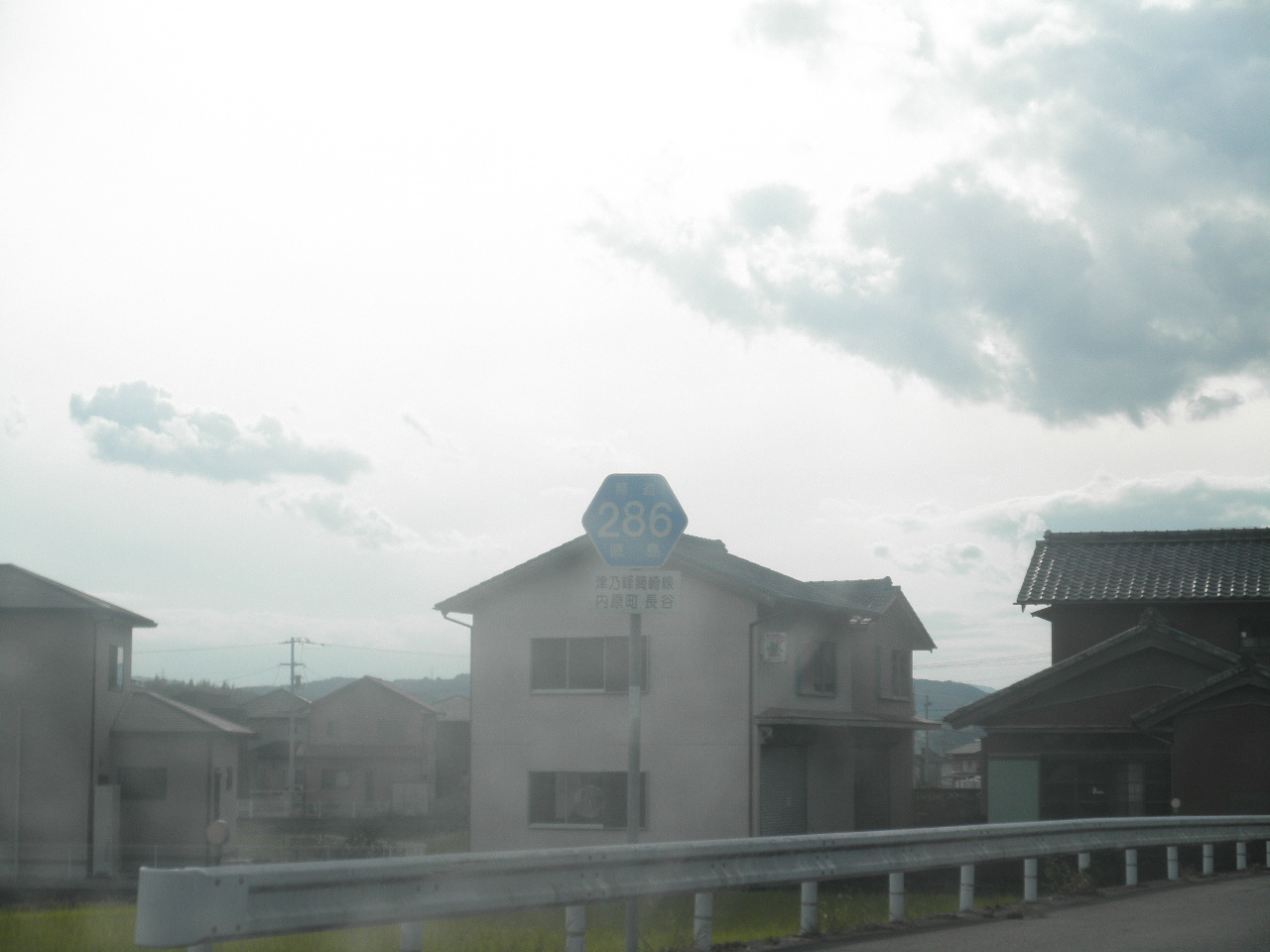
本道の標識
阿南市内原町で撮影

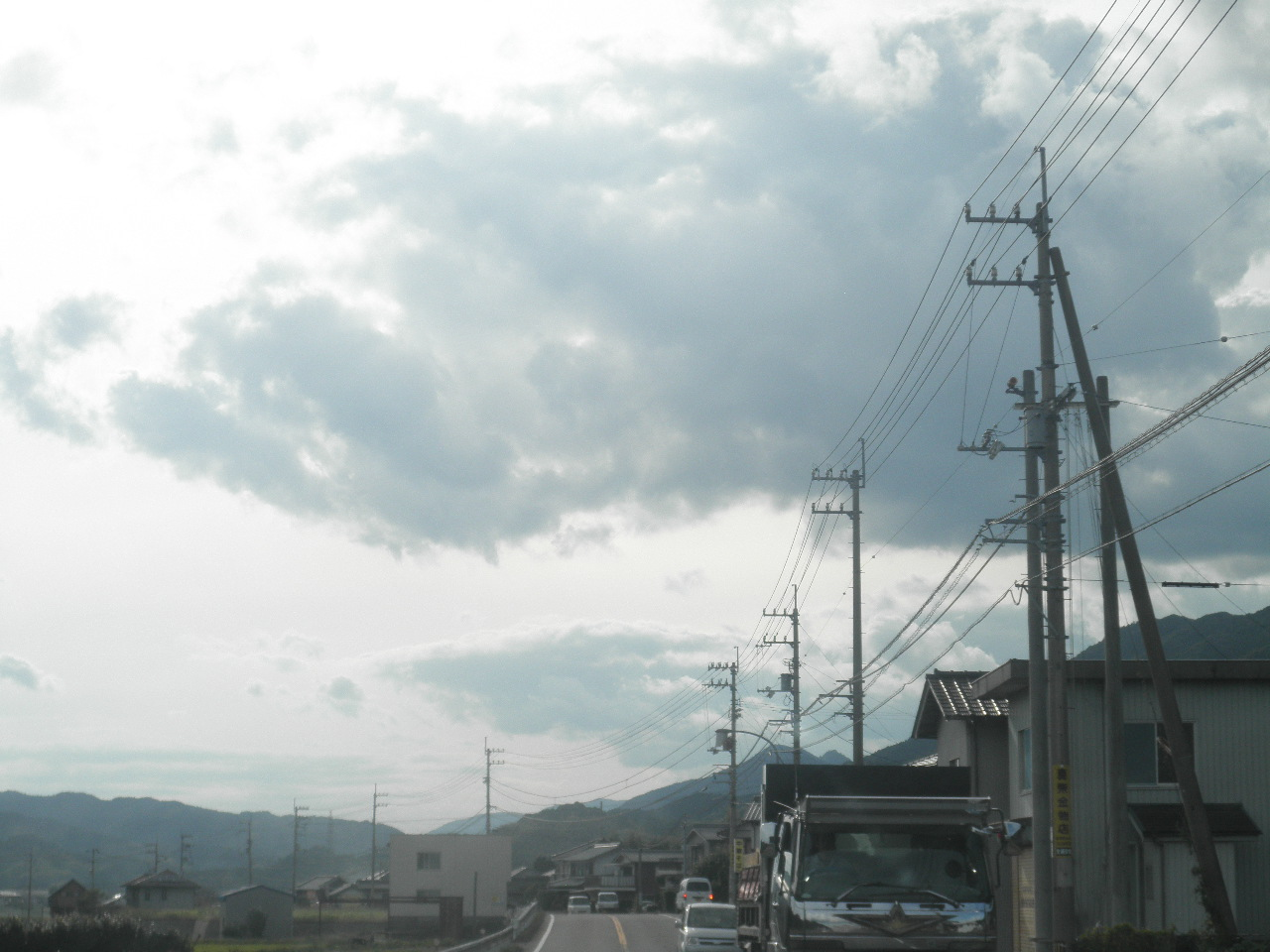
終点付近
阿南市内原町で撮影

### 通過する自治体
- 徳島県
  - 阿南市

### 交差する道路
| 交差する道路                                            | 交差する場所 | 交差する場所              |
| ------------------------------------------------------- | ------------ | ------------------------- |
| 国道55号                                                | 津乃峰町     | 起点                      |
| 国道55号 / 阿南道路 重複区間起点 国道195号 重複区間起点 | 津乃峰町     |                           |
| 国道55号 / 阿南道路 重複区間終点 国道195号 重複区間終点 | 津乃峰町     |                           |
| 国道195号                                               | 内原町       | 阿南市内原町交差点 / 終点 |

### 交差する鉄道
- 牟岐線 - 踏切

### 沿線
- JR四国牟岐線 阿波橘駅
- 答島港 - 伊島への連絡船乗り場
- 津乃峰山
- 津峯神社
- 阿南カントリークラブ
- 内原古墳群 - 国高山古墳など。東福寺一帯。
- 蛭地川